# Klein Rodensleben
Klein Rodensleben este o comună din landul Saxonia-Anhalt, Germania.